# Petalium debilitatum
Petalium debilitatum är en skalbaggsart som beskrevs av Ford 1973. Petalium debilitatum ingår i släktet Petalium och familjen trägnagare. Inga underarter finns listade i Catalogue of Life.